# 宝应县人民医院
宝应县人民医院，是中华人民共和国江苏省的一所医院，为二级甲等医院，位于宝应县城镇安宜南路31号。

## 规模
宝应县人民医院总床位355张，日门诊量768人次。